# Список марийских священных рощ
Марийские священные рощи (мар. Кӱсото) — природно-ландшафтные памятники, используемые в качестве места проведения ритуалов марийской традиционной религии.

## Марий Эл

### Йошкар-Ола
- Дубовая роща (Йошкар-Ола)

Звениговский район
Рожектем

### Моркинский район
- Шоруньжинская роща

### Сернурский район
- Купрансолинская роща

### Параньгинский район
- Олорская роща

### Новоторъяльский район
- Роща Саваран

### Советский район
- Роща Шорното

## Кировская область

### Пижанский район
- Роща между деревнями Тараканово и Мари-Ошаево (моления не проводились, но роща считается священной
- Роща возле деревни Мурытка (Мари-Ошаевское сельское поселение)
- Роща возле деревни Семеево (Мари-Ошаевское сельское поселение)

### Советский район
- Гора Чумбылат

### Яранский район
- Роща возле деревни Толгозино[источник не указан 4448 дней]

### Кильмезский район
- Роща возле д.М.Кильмезь
- Роща "Мончарка"

возле д.Малиновка
- Роща возле д.Пикшинерь
- Роща возле д.Карманкино
- Роща возле д.Азиково
- Роща возле д.Алинерь

## Башкортостан
- Султан Керемет, Мишкинский район

## Татарстан
- Священная роща, расположена в Агрызском районе, неподалёку от села Бима

## Нижегородская область

### Воротынский район
- «Марийская священная роща Арпынгель» (Васильсурск)
- «Марийская священная роща Цепельская»

### Воскресенский район
- «Марийская священная роща Апшатнерская»
- «Марийская священная роща Юронгская»
- «Марийская священная роща Типаевская Первая»
- «Марийская священная роща Типаевская Вторая»
- «Марийская священная роща Типаевская Третья»
- «Марийская священная роща Типаевская Четвёртая»

### Тоншаевский район
- «Марийская священная роща Грозная»
- «Марийская священная роща Дупляковская»
- «Марийская священная роща Енаевская»
- «Марийская священная роща Кувербская»
- «Марийская священная роща Маяковская»
- «Марийская священная роща Одошнурская»
- «Марийская священная роща Пеньковская Первая»
- «Марийская священная роща Пеньковская Вторая»
- «Марийская священная роща Ромачинская»
- «Марийская священная роща Селковская»
- «Марийская священная роща Шимбуйская»[1]